# Cabo Eusebione
Das Cabo Eusebione ist ein Kap an der Black-Küste des Palmerlands auf der Antarktischen Halbinsel. Es liegt nördlich des Flagon Point am südöstlichen Ausläufer der Merz-Halbinsel und markiert die nördlich Begrenzung der Einfahrt zum Schott Inlet.
Argentinische Wissenschaftler benannten das Kap. Der weitere Benennungshintergrund ist nicht überliefert.